# Hormersdorf
Hormersdorf est une ancienne commune de Saxe (Allemagne), située dans l'arrondissement des Monts-Métallifères. Depuis le 1er janvier 2013, elle est rattachée à la ville de Zwönitz.

## Évolution démographique
| Année      | 1814 | 1848 | 1890 | 1905 | 1933 | 1990 | 2006 |
| ---------- | ---- | ---- | ---- | ---- | ---- | ---- | ---- |
| Population | 512  | 1141 | 1690 | 1791 | 2212 | 1851 | 1605 |

## Jumelage
- Obermichelbach (Allemagne)